# Pilotrichella welwitschii
Pilotrichella welwitschii är en bladmossart som beskrevs av Gepp in Hiern 1901. Pilotrichella welwitschii ingår i släktet Pilotrichella och familjen Meteoriaceae. Inga underarter finns listade i Catalogue of Life.